# 寰亞電影
寰亞電影有限公司（Media Asia Film），是一家总部位于香港，于1993年10月12日成立的电影制作公司，属于寰亞傳媒集團。

## 发展历史
寰亞公司目前有五部作品获得香港电影金像奖最佳影片，分别为1998年的《野兽刑警》、2002年的《无间道》、2007年的《投名状》、2016年的《樹大招風》和2024年的《九龙城寨之围城》，此外《无间道》和《投名状》也是金马奖最佳剧情片。
寰亞公司目前有五部作品成为香港年度票房华语片冠军，分别是2002年的《无间道》、2003年的《无间道III》、2005年的《頭文字D》、2017年的《春嬌救志明》和2022年的《明日戰記》，前三部也由刘伟强和麦兆辉联合执导，其中《明日戰記》香港票房达8182.2萬港币，是寰亞作品中香港票房最高的一部。

## 历年出品电影
1994年
- 我和春天有個約會
- 伴我同行

1998年
- 野獸刑警

1999年
- 特警新人類
- 半支煙
- 紫雨風暴

2000年
- 公元2000

2001年
- 愛君如夢
- 北京樂與路

2002年
- 好心相愛
- 幽靈人間II鬼味人間
- 周漁的火車
- 無間道
- 這個夏天有異性

2003年
- 無間道II
- 無間道III

2004年
- 飛鷹
- 大事件
- 花好月圓
- 魔幻廚房

2005年
- 求求你表揚我
- 韓城攻略
- 頭文字D
- 詛咒
- 童夢奇緣

2006年
- 天生一對
- 放·逐
- 伊莎貝拉
- 無間道風雲

2007年
- 投名状

2008年
- 大搜查之女

2009年
- 神鎗手
- 南京！南京！

2010年
- 火龍
- 志明與春嬌
- 李小龍

2011年
- 單身男女[1]

2012年
- 高海拔之戀II
- 春娇与志明
- 血滴子
- 車手

2013年
- 天機：富春山居圖
- 盲探
- 一夜惊喜

2014年
- 救火英雄
- 分手100次
- 單身男女2

2015年
- 賭城風雲II
- 衝上雲霄
- 赤道
- 哪一天我們會飛

2016年
- 賭城風雲III
- 樹大招風
- 三人行
- 使徒行者

2017年
- 春嬌救志明
- 蕩寇風雲
- 鮫珠傳
- 追捕
- 建軍大業
- 搶紅

2018年
- 武林怪獸

2019年
- 花椒之味
- 沉默的證人

2020年
- 麥路人
- 阿索的故事

2022年
- 七人樂隊
- 明日戰記
- 失衡凶間

2023年
- 斷網
- 失衡凶間之罪與殺
- 見怪（網絡大電影）
- 失衡凶間之惡念之最

2024年
- 九龍城寨之圍城
- 狗轉人生
- 臭豆腐

## 相关公司
- 寰亞綜藝集團
- 寰亞電影發行有限公司
- 上影寰亚文化发展（上海）有限公司